# Vim
Vim (uma contração de Vi Improved, em português Vi Melhorado) é um clone do programa editor de textos vi para Unix de Bill Joy. Foi escrito por Bram Moolenaar baseado na fonte para um porte do editor Stevie para o Amiga com a primeiro lançamento público em 1991. O Vim é destinado para uso a partir tanto de uma interface de linha de comando como uma aplicação isolada em uma interface gráfica de usuário. É um software livre e de código aberto e é lançado sob uma licença que inclui algumas cláusulas de caridade, encorajando os usuários que se juntarem ao software a considerar a doação para crianças da Uganda. A licença é compatível com a GNU General Public License por meio de uma cláusula especial permitindo a distribuição de cópias modificadas "sob a GNU GPL versão 2 ou qualquer versão posterior".

## Características
- Seguindo o vi, o Vim é um editor modal no sentido de que as teclas do teclado têm diferentes funções em cada modo de operação. Por exemplo, boa parte dos comandos é digitada no modo Normal, e as operações de inserção de texto são feitas no modo de Inserção.
- Suporte a expressões regulares em buscas, com várias extensões à sintaxe padrão de expressões regulares
- Mapeamento de qualquer tecla do teclado
- Destaque de sintaxe (com suporte a mais de 500 linguagens)
- Comandos automáticos (a serem executados em certos eventos)
- Corretor ortográfico ( versão 7.0+ )
- Funciona tanto no console/terminal quanto em ambiente gráfico (gVim)
- Absolutamente programável, via interfaces com interpretadores (Perl, Python, Ruby) ou via seu próprio interpretador
- Vários temas de cores (colorschemes)
- Totalmente configurável
- Software livre, Vim License

## Curva de aprendizagem
O Vim é um editor muito prático para qualquer situação de edição de textos. A contrapartida, porém, é que o editor costuma ter uma curva de aprendizagem maior, por isso é fato bastante comum ser mais apreciado por programadores ou especialistas que desprendem muitas horas do seu dia editando textos técnicos.
No intuito de aumentar a inclinação dessa curva (obter um aprendizado maior em menos tempo), existem diversas versões ou plugins escritos, como:
- -Cream for Vim
- -Viemu

Além disso, o Vim provê uma grande documentação interna, com tutoriais e manuais detalhando todos os comandos do editor. O próprio Vim tem um tutorial interativo embutido que auxilia o usuário iniciante a se mover pelos arquivos e editá-los, que pode ser acessado executando o comando
```
vimtutor

```

## Usando expressões regulares
Além das buscas e substituições, o Vim também permite o uso de expressões regulares para especificar regiões onde vários comandos devem ser executados. Por exemplo, para excluir todas as linhas que começam com "teste", poderíamos usar o comando:
```
:
g
/^teste/
d

```

De maneira análoga, caso quiséssemos excluir todas as linhas que não começam com "teste", poderíamos utilizar o comando:
```
:
g
!
/^teste/
d

```

Alguns exemplos especificamente sobre o uso de expressões regulares podem ser encontrados no seguinte endereço: http://guia-er.sourceforge.net/vim.html

## Sintaxe / comandos básicos
Para executar o Vim, usa-se o comando
```
$
 
vim
 
''
nome_do_arquivo
''

```

## Licença
Vim é um software distribuído sob a licença Vim License, que é compatível com a licença  GPL.